# Elli Alexiu
Elli Alexiu (uneori Ellē; în greacă Έλλη Αλεξίου, transliterat: Elli Alexiou, n. 22 mai 1894, Heraklion, Imperiul Otoman – d. 28 septembrie 1988, Atena, Grecia) a fost o scriitoare, dramaturgă și jurnalistă greacă.
Fiică a unui editor și publicist, Alexiu s-a născut în Heraklion, Creta. Ea a predat limba franceză la un liceu și a fost activă în plan politic, aderând la Partidul Comunist în 1928 și făcând parte din Frontul de Eliberare Națională (mișcarea de rezistență greacă) în timpul celui de-al Doilea Război Mondial. După război, ea a primit o bursă din partea guvernului francez și a studiat la Paris. I-a fost retrasă cetățenia greacă în 1950 și a trăit în exil, până când i s-a restituit cetățenia în anul 1965.
Alexiu a scris povestiri și romane despre experiența ei ca profesoară de școală și viața ei ca exilat politic în Ungaria și România. Sora ei mai mare, Galatea, a fost prima soție a romancierului grec Nikos Kazantzakis.

## Lucrări

### Proză
- Σκληροί αγώνες για μια μικρή ζωή. Atena, 1931.
- Γ’ Χριστιανικόν Παρθεναγωγείον (Școala de fete nr. 3: jurnalul unei învățătoare din Grecia). Atena, 1934.[10]
- Άνθρωποι. Atena, 1938.
- Υπολείμματα επαγγέλματος. Atena, 1938.
- Λούμπεν. Atena, 1944.
- Παραπόταμοι. București, 1956.
- Με τη Λύρα. București, 1959.
- Αναχωρήσεις και μεταλλαγές. București, 1962.
- Μυστήρια. București, 1962.
- Προσοχή συνάνθρωποι. București, 1962.
- Σπονδή. Atena, 1964.
- Και ούτω καθεξής. București, 1965.
- Δεσπόζουσα. Atena, 1972.
- Και υπέρ των ζώντων. Atena, 1972.
- Κατερειπωμένα αρχοντικά. Atena, 1977.

### Literatură pentru copii
- Ο Χοντρούλης και η Πηδηχτή. Atena, 1939.
- Ήθελε να τη λένε κυρία. București, 1956.
- Το πρώτο μου λεξικό. Atena, 1964.
- Ρωτώ και μαθαίνω. Atena, 1975.
- Τραγουδώ και χορεύω• Παιδικά ποιήματα και τραγούδια μελοποιημένα από τη Μαρίκα Βελ. Φρέρη• Εικονογράφηση Γεράσιμου Γρηγόρη. Atena, Κέδρος, 1977.

### Teatru
- Μια μέρα στο Γυμνάσιο. Αtena, 1973.
- Έτσι κάηκε το δάσος• Μόνο από αγάπη. Αtena, Καστανιώτης, 1986.

### Biografii
- Για να γίνει Μεγάλος (despre Nikos Kazantzakis). Atena, 1966.

### Cărți educaționale
- Βοηθός νηπιαγωγού. București, 1952.

### Antologii
- Ανθολογία αντιστασιακής ποίησης. (în colaborare cu Foula Hatzidakis)
- Για τη χιλιάκριβη τη Λευτεριά. (în colaborare cu Takis Adamos)
- Αντιστασιακή Πεζογραφία. Βerlin, 1965.
- Ταράς Σεφτσένκο. Atena, 1964.
- Υπό Εχεμύθειαν• Συλλογή ανεκδότων από τη ζωή λογοτεχνών, καλλιτεχνών και πολιτικών. Atena, Σύγχρονη Εποχή, 1976.

### Traduceri
- Maxim Gorki, Αναμνήσεις για τον Τολστόη, Αντρέεφ και Τσέχωφ. Atena, Νεοελληνικά Γράμματα, 1937-1938.
- Maurice Thorez, Παιδί του λαού. Dej, 1954.
- Giorgi Amanto, Η ζωή του Κάρλο Πρέστες. Dej, 1956.
- Vilis Lațis, Η θύελλα. România, 1954-1956.
- Nikolai Nosov, Βήτια Μαλέεφ. România, 1956.
- Αναμνήσεις για τον Λένιν. București, 1957.
- Jean Paul Sartre, Αποστρατικοποίηση του εκπολιτισμού και Συζήτηση για την παιδική ηλικία του Ιβάν. Atena, Καινούρια Εποχή, 1964.
- Για τον Μάο Τσε Τουνγκ. Atena, 1964.
- Η Μαοϊκή σκέψη, όπλο ακατανίκητο. Atena, 1972.
- Ο Τσε Γκουεβάρα και ο Μαρξισμός. Atena, 1973.

### Studii editate
- Ψυχολογία παιδός και Παιδαγωγική • εισαγωγή στην ιστορία της παιδαγωγικής. Atena, 1969.
- Για τον Καζαντζάκη (în colaborare cu Emm. Stefanaki). Atena, 1977.